# Medenica
Medenica (latinsko pelvis) je hkrati spodnji del trupa človeškega telesa med trebuhom in nogami ter okostje, ki gradi to regijo (včasih zato imenovano tudi koščena medenica ali medenični skelet). Medenična regija vključuje medenično okostje, ki obdaja medenično votlino, medenično dno in presredek oziroma perineum. Medenično okostje na zadnji strani gradita križnica in trtica, spredaj in ob straneh pa kosti kolka.
Kolčni kosti povezujeta hrbtenico s spodnjima okončinama. Zadaj sta pritrjeni na križnico, spredaj pa sta povezani med seboj in spojeni s stegnenicama. V medenični votlini se nahajajo reproduktivni organi in danka oziroma rektum. Pri sesalcih se na medenični kosti na sredini nahaja vrzel, ki je pri ženska bistveno večja kot pri moških. Med rojstvom skozi to vrzel potujejo njihovi mladiči.
Preko medenice se prenaša teža z osnega okostja (hrbtenice, prsnega koša in glave) na spodnje okončine. Nudi oporo pri sedenju in zaščito organom v spodnjem delu trebušne votline. V medenici se namreč nahajajo pomembni organi (del prebavil, sečil, reprodukcijski organi) in tudi velike žile in živci. Medenica je tudi pomembno narastišče mišic trupa in spodnjih okončin.

## Struktura
Medenična regija predstavlja spodnji del trupa med trebuhom in stegni. Strukture, ki se nahajajo v tem predelu, so:
- Medenično okostje, ki se deli na:
  - Medenični obroč (obe kolčni kosti), ki povezuje hrbtenico s spodnjimi okončinami;
  - Medenični del hrbtenice à križnica in trtica;
- Medenična votlina, ki jo obdaja medenično okostje, katerega zgornji rob predstavlja tudi zgornjo mejo te votline, spodaj pa jo omejuje medenično dno;
- Medenično dno oziroma medenična membrana;
- Presredek oziroma perineum;

Glede na terminalno črto (kostni greben, ki poteka na notranji strani kolčnice od križnično-črevničnega oziroma sakroiliakalnega sklepa do zrasti oziroma simfize) ločimo malo medenico, ki leži pod terminalno črto, in veliko medenico, ki leži nad njo.
Medenici daje stabilnost ligamentarni aparat. Na sprednji medenici so to vezi, ki povezujejo zrast, na zadnji medenici pa so pomembne tri vezi: sakroiliakalna, sakrospinozna in sakrotuberalna vez.

### Medenične kosti
Medenično okostje na zadnji strani predstavljata križnica in trtica, ki sta spojeni s parom kolčnih kosti, ki predstavljata stransko in sprednjo stran okostja. Vsaka kolčnica je sestavljena iz treh delov: črevnice (os ilium), sednice (os ischium) in sramnice (os pubis). V otroštvu so ti deli ločeni in predstavljajo ločene kosti, v času pubertete pa zrastejo v eno kost.
Kosti na sliki:
1. Križnica (os sacrum)
2. Črevnica (os ilium)
3. Sednica (os ischium)
4. Sramnica (os pubis)
5. Sramnična zrast
6. Sklepna jamica kolčnice (acetabulum)
7. Foramen obturatum
8. Trtica (os coccygis)

Kosti, označene z 2-4, skupaj tvorijo kolčnico.

### Medenična votlina
Medenična votlina je telesna votlina, ki je omejena s kostmi medenice in v glavnem vsebuje reproduktivne organe in danko. Terminalna črta razmejuje malo oziroma pravo medenico, ki leži pod terminalno črto, in veliko oziroma lažno medenico, ki leži nad njo.

### Medenično dno
Medenično dno ima dve nasprotujoči si funkciji. Prva je zapiranje medenične in trebušne votline in nošenje bremena, to je organov. Po drugi strani pa tudi skrbi za nadzorovano odpiranje danke in urogenitalnega sistema. Za opravljanje teh dveh nalog mora biti medenično dno sestavljeno iz več nivojev mišic in vezivnega tkiva.
Blizu anusa in sečnice se nahajati mišici zapiralki, zunanji analni in uretralni sfinkter. V tem predelu najdemo tudi mišico musculus ischiocavernosus, ki iztisne kri v corpus cavernosum penisa pri moških, pri ženskah pa v ščegetavček.

### Variacije
Za sodobne ljudi so značilni veliki možgani in hoja po dveh nogah. Medenica je ključnega pomena tako za gibanje kot tudi porod, zato je pri naravni selekciji prišlo do dveh nasprotujočih si zahtev: širok porodni kanal in gibalna učinkovitost. Ženska medenica se je tako razvila do največje možne širine, ki še omogoča normalno hojo, olajša pa porod. Moška medenica je ožja in bolj optimizirana za dvonožno gibanje.
Glavne razlike med moško in žensko veliko in malo medenico so:
- Ženska medenica je večja in širša od moške, ki je višja, ožja in bolj kompaktna;
- Moška križnica je daljša, ožja in je izraziteje ukrivljena naprej. Ženska križnica je krajša, širša in ukrivljena bolj nazaj;
- Črevnični trni so večji in izrazitejši pri moških, zato je moška velika medenica posledično globlja in ožja;
- Kot med spodnjima sramnima kostema pri moških znaša 70 stopinj, pri ženskah pa 90-100 stopinj. Pri ženskah sta ti dve kosti bolj konkavne oblike.
- Sklepna jamica kolčnice (latinsko acetabulum) je pri ženskah širša kot pri moških. Pri ženskah se nahaja bolj spredaj, pri moških pa bolj na strani. Posledično lahko moških premikajo noge v eni ravnini, pri ženska pa noga zaniha naprej in navznoter. Od tam nihajna glava stegnenice premakne nogo v drugi ravnini. Ta razlika daje ženski hoji značilen izgled (nihanje bokov).

## Funkcija
Okostje medenice je valjast obroč kosti, ki povezuje hrbtenico s stegnenicama. Njene osnovne naloge so nošenje teže zgornjega dela telesa med sedenjem in stanjem, prenašanje te teže iz aksialnega okostja v spodnji del telesa med stanjem in hojo ter zagotavljanje pritrditve in prenašanje moči mišic, odgovornih za gibanje in držo. V primerjavi z ramenskim obročem je medenični obroč močnejši in bolj tog.
Njene sekundarne naloge so zaščita notranjih organov v tem predelu (sečila in notranji reproduktivni organi) in zagotavljanje pritrditve zunanjih reproduktivnih organov ter pripadajočih mišic in membran.

### Nosečnost in porod
V poznejšem obdobju nosečnosti se glava ploda nahaja znotraj medenice. Sklepi teh kosti se omehčajo zaradi učinka nosečnostnih hormonov. Zaradi teh dejavnikov se lahko pojavijo bolečine medeničnega sklepa (disfunkcija simfizne kosti). Ko se približuje konec nosečnosti in s tem porod, popustijo tudi ligamenti sakroiliakalnega sklepa, kar je bolj kot pri človeku dobro vidno pri kravi. Med porodom plod prehaja skozi maternično odprtino medenice, razen če se opravi carski rez.

## Klinični pomen
Zlomi kolka pogosto prizadenejo starejše, med katerimi se pogosteje pojavijo pri ženskah. Vzrok za te zlome največkrat osteoporoza. Obstajajo tudi različne vrste medeničnih zlomov, ki se najpogosteje pojavijo kot posledica prometne nesreče.
Bolečine v medenici lahko prizadenejo kogarkoli in imajo različne vzroke: endometrioza pri ženskah, črevesne adhezije, sindrom razdražljivega črevesja ali intersticijski cistitis.
Obstaja veliko anatomskih različic medenice. Pri ženskah je lahko ta veliko večja od normale, kar imenujemo pelvis justo major, lahko pa je tudi veliko manjša, kar se imenuje pelvis justo minor. Možen je tudi pojav androidne medenice pri ženski – oblike, ki je značilna za moške. Ta oblika se lahko izkaže za problematično pri porodu.

## Druge živali
Medenični obroč je bil prisoten že pri zgodnjih vretenčarjih. Njegove zametke je mogoče najti tudi pri ribah s parnimi plavutmi.
Oblika medenice, predvsem usmerjenost iliakalnih grebenov ter oblika in globina acetabule, odraža slog gibanja in telesno maso živali. Pri dvonožnih sesalcih so iliakalni grebeni vzporedni z vertikalno usmerjenimi sakroiliakalnimi sklepi, medtem ko so pri štirinožnih sesalcih vzporedni s horizontalno usmerjenimi sakroiliakalnimi sklepi. Pri težjih sesalcih, še posebej pri štirinožnih, je medenica usmerjena bolj vertikalno, kar ji omogoča podpiranje večje teže, ne da bi se pri tem dislocirali sakroiliakalni sklepi ali ne da bi pri tem prišlo do torzije hrbtenice.